# Петросимония однотычинковая
Петросимония однотычинковая (лат. Petrosimonia monandra) — вид травянистых растений рода Петросимония (Petrosimonia) семейства Амарантовые (Amaranthaceae).

## Ботаническое описание
Однолетнее травянистое растение, густо покрытое 2-конечными волосками и оттого сероватое растение с прямым или восходящим ветвистым стеблем 10—40 см высотой; ветви, равно как и листья, за исключением лишь самых нижних, очерёдные, вверх обращённые, густо расположенные и недлинные. Листья линейно-шиловидные, острые и жёсткие, многочисленные и на ветвях тесно сближенные друг с другом, 4—10 мм длиной и около 1 мм шириной; прицветные короче, при основании яйцевидно-расширенные, около 1,5 мм шириной.
Цветки сидят на ветвях поодиночке в пазухах листьев, образуя недлинные колосовидные соцветия. Прицветники почти одинаковой длины с прицветными листьями, но значительно длиннее цветков, при основании широкояйцевидные, по краям хрящевато-перепончатые, лодочковидно-вогнутые, на кончике шиловидно-заострённые и загнутые книзу. Околоцветник по большей части из 4, реже 5 листочков, из которых 2 наружные — широкояйцевидные, к основанию клиновидно-суженные, на спинке коротко-пушистые, по отцветании жёстко-перепончатые; остальные — более узкие, плёнчатые. Тычинка 1, реже 2 (в первых цветках с 5-дольным околоцветником), отходящие от очень короткого подпестичного диска без стаминодиев; пыльники свободные, в нижней половине с расходящимися гнёздами, на верхушке с небольшим 2-зубчатым придатком. Пестик с шаровидной завязью и столбиком глубже половины 2-раздельным на нитевидные рыльца.

## Распространение и экология
Восточная Европа (юго-восток), Западная Сибирь (юго-запад), Средняя Азия (север). Растёт в глинистых и опустыненных степях и полупустынях, на солонцах, обнажениях известняка, в нарушенных местообитаниях, у дорог.